# Steropanus
Steropanus is een geslacht van kevers uit de familie van de loopkevers (Carabidae). De wetenschappelijke naam van het geslacht is voor het eerst geldig gepubliceerd in 1888 door Fairmaire.

## Soorten
Het geslacht Steropanus omvat de volgende soorten:
- Steropanus chinensis Jedlicka, 1962
- Steropanus forticornis Fairmaire, 1888
- Steropanus infissus Andrewes, 1937
- Steropanus mengtzei Jedlicka, 1931